# حمیدرضا طاهرخانی
حمیدرضا طاهرخانی (زادهٔ ۵ فروردین ۱۳۷۸) بازیکن فوتبال اهل ایران است که در پست هافبک هجومی برای باشگاه فوتبال خیبر خرم‌آباد در لیگ برتر خلیج فارس بازی می‌کند.

## سابقه ملی

### زیر ۲۰ سال (ایران)
حمیدرضا طاهرخانی در لیست ۲۸ نفره بازیکنان دعوت شده به اردوی تیم ملی فوتبال جوانان ایران در سال ۱۳۹۶ حضور داشت. او در همان سال برای نخستین‌بار در بازی مقابل سوریه در مقدماتی جوانان آسیا به‌میدان رفت؛ آن مسابقه با تساوی ۱–۱ به پایان رسید.

## افتخارات
- پرسپولیس
  - قهرمان لیگ برتر ۹۶–۱۳۹۵
  - قهرمان سوپرجام ۹۶–۱۳۹۵
  - قهرمان لیگ برتر ۹۷–۱۳۹۶
  - قهرمان سوپرجام ۹۷–۱۳۹۶
  - نیمه‌نهایی لیگ قهرمانان آسیا ۲۰۱۷
  - نایب قهرمان لیگ قهرمانان آسیا ۲۰۱۸
- قهرمانی لیگ آزادگان ۰۳–۱۴۰۲ به همراه تیم خیبر